# Heiner Luz
Heiner Luz (* 1959 in Stuttgart) ist ein deutscher Landschaftsarchitekt.

## Leben
Heiner Luz wuchs als eines von vier Kindern des Landschaftsarchitekten Hans Luz in Birkach, einem Vorort von Stuttgart, auf. Nach dem Abitur machte er eine Ausbildung zum Staudengärtner in der Staudengärtnerei Fehrle, Schwäbisch Gmünd. Im Anschluss an die Ausbildung studierte er Landespflege an der Technischen Universität München-Weihenstephan und schloss das Studium 1991 ab. Seine Diplomarbeit (Stadtzufahrten als Gestaltungsaufgabe) schrieb er am Lehrstuhl für Landschaftsarchitektur und Entwerfen bei Professor Christoph Valentien.
Seit 1991 ist Heiner Luz mit Bürositz in München freiberuflich tätig.
Seit 1994 ist er Mitglied der Bayerischen Architektenkammer und Mitglied im Berufsverband bdla.
Seit 2010 ist er Mitglied der Karl-Foerster-Stiftung für angewandte Vegetationskunde.
Im Sommersemester 2010 und Wintersemester 2010/2011 lehrte er an der Technischen Universität Dresden am Institut Landschaftsarchitektur im Lehr- und Forschungsgebiet Pflanzenverwendung, als Vertretung von Professor Urs Walser.
Heiner Luz veröffentlichte verschiedene Aufsätze zum Prinzip der Aspektbildner bei der Pflanzenverwendung und hielt als Referent im In- und Ausland zahlreiche Vorträge.

## Familie
Sein Vater Hans Luz leitete das 1906 von Karl Luz gegründete Büro Luz + Partner. Dieses führt sein Bruder Christof Luz seit 1998 eigenständig als Luz Landschaftsarchitektur weiter.
Sein zweiter Bruder, Frieder Luz, lehrt seit 1994 an der Fachhochschule Weihenstephan.
Seine Schwester ist in Stuttgart freiberuflich als Kostümbildnerin tätig.

## Philosophie
Beim Entwerfen ist es Heiner Luz wichtig, die gestalterischen, die ökologischen und die funktional-nutzerischen Prinzipien der Freiraumplanung gleichrangig zu berücksichtigen. In Anlehnung an die Familientradition weisen seine Entwürfe eine strenge Struktur aus pflanzlichen und gebauten Elementen auf. In die Struktur werden sich frei entfaltende Pflanzungen gesetzt. Die Auswahl der Pflanzen und anderen Gestaltungselemente orientiert sich an der Regel „Einheitlichkeit im Großen, Vielfalt im Kleinen“. Auf diese Weise erhalten die Entwürfe ein klares und prägnantes Erscheinungsbild. Die Art und der Umfang der Pflege fließen in die Entwürfe mit ein.

## Projekte Objektplanung (Auswahl)
- 1998–2005: Landschaftspark Riem, Arbeitsgemeinschaft zur Realisierung des Parks mit Latitude Nord, Paysagistes Paris
- 2000–2005: Erweiterung Forschungs- und Innovationszentrum Motorenprüfstände und Projekthaus der BMW AG
- 2001–2005: Sanierung Wohnanlage Auer Mühlbach der GWG, München, ausgezeichnet mit dem Ehrenpreis der Landeshauptstadt München für guten Wohnungsbau und vorbildliche Sanierung 2005 sowie mit dem Deutschen Bauherrenpreis Modernisierung 2007
- 2001–2005: Neubau Entwicklungszentrum Abstatt der Robert Bosch GmbH
- 2002–2005: Sanierung Klinikum Ansbach
- 2003–2005: Sanierung Bürozentrum Leonrodstraße, München
- 2003–2005: Eingang Süd und Staudenstreifen in den Parallelen Gärten zur Bundesgartenschau 2005
- 2004–2005: Wasserkraftanlage an der Muffathalle, München
- 2005–2006: Sanierung Führungszentrum Feldafing der Siemens AG
- seit 2006: Erweiterung Fachhochschule Gelsenkirchen
- seit 2007: Neubau von Solarreihenhäusern in der Messestadt Riem
- seit 2007: Sanierung Maßmannpark, München
- seit 2008: Sanierung der Freianlagen am Piusplatz der GEWOFAG, München

## Projekte Pflanzplanung (Auswahl)
- 1998–2000: Erweiterung der Hohenheimer Gärten, Staudenteppiche zur Unterpflanzung der Gehölzsortimente
- 1998–2005: Iris–Minzen–Wiese und Riem–Haide am Badesee im Riemer Park, München
- 2004–2005: Annuellenwiesen, Grünprojekt in Ladenburg
- 2006–2008: The Gardens of Lust, Staudenwiese in den Woodlands, Stadtpark Trädgårdsföreningen, Göteborg, Schweden
- 2006–2008: Iris–Aster–Wiese im Ziegeleipark in Heilbronn
- seit 2010: Staudenwiesen im Park Karkowski in Krakau, Polen
- seit 2010: Fraciszkańska, Staudenpflanzungen beim Pałac Bikupi, Krakau, Polen
- seit 2011: Staudenwiesen im Park Bronowicki in Lublin, Polen
- 2013–2015: Gleisgärten der Landesgartenschau Oelsnitz/Erzgeb. 2015 in Oelsnitz/Erzgeb.

## Publikationen (Auswahl)
- Liat Margolis, Alexander Robinson: Pflanzenstrategien für geringen Pflegeaufwand in Living Systems. Innovative Materialien und Technologien für die Landschaftsarchitektur. Basel/Berlin/Boston 2007, ISBN 9783764377007
- Heiner Luz: Das Prinzip der Aspektbildner / The principle of dominant species. In: TOPOS Gestalten mit Pflanzen / Designing with plants, München 2001
- Heiner Luz: Gestaltung schafft Vielfalt. In: Garten+Landschaft Naturnahes Grün, München 2003
- Heiner Luz: Stauden im Technologiepark West. Less is more im Oval. In: Grünforum.LA, Ausgabe 10, Braunschweig 2005
- Heiner Luz: Dauerhaftigkeit temporärer Staudenpflanzungen. Anmerkung zur Entwicklung der Pflanzungen im Spannungsfeld zwischen Ausstellungsbeitrag und Dauerpflanzung. In: Gartenpraxis, Ausgabe 8, Stuttgart 2007
- Heiner Luz: Staudenwiesen und Staudenbänder. Anmerkungen zur Notwendigkeit prägnanter Gestaltung in der Pflanzenverwendung. In: InK_Landschaft Thema: Pflanzenverwendung – Werkstoff Pflanze. Schwerin 2009, ISBN 9783941148031